# Mary Colton
Mary Colton (née Cutting) (Londres, 6 de diciembre de 1822- Australia, 30 de julio de 1898), recordada como "Lady Colton", fue una filántropa y sufragista australiana.

## Biografía
Colton nació en Londres, la mayor de tres hijos de Samuel Cutting, zapatero, y su esposa Hannah. En 1839 emigró con su padre viudo, su hermano Alfred y su hermana Hannah a Adelaida, Australia del Sur a bordo del Orleana, llegando en junio de 1840. 
En 1844 Colton se casó John Colton talabartero, comerciante de ferretería y político, tuvieron nueve hijos, varios de los cuales murieron en la infancia y su último hijo nació en 1865.

## Filantropía
Su marido fue alcalde de Adelaida (1874-75), diputado (1862-1887) y dos veces primer ministro de Australia Meridional. Ambos compartían un gran interés por el bienestar de la sociedad. Trabajaron juntos en la Sociedad de Beneficencia y Amigos de los Extranjeros y en organizaciones para ciegos, sordos y mudos. Consciente de la situación de los pobres en la ciudad, Mary Colton trabajó para alojar a las mujeres mayores, uniéndose a un comité de casas de campo en 1871 y, más tarde, al Lady Kintore Cottage Homes Trust. Trabajó incansablemente por las personas pobres y vulnerables, especialmente por las mujeres y menores. Como metodista comprometida, Colton comenzó su filantropía con la Dorcas Society de la iglesia, la Adelaide Wesleyan del sur Ladies 'Working Society y la Nursing Sisters' Association. 
En la década de 1860, formó parte del comité de mujeres que administraba los asuntos prácticos del Hogar de Sirvientes, una instalación para mujeres inmigrantes recién llegadas y sirvientas que esperaban empleo. 
En 1867 se unió al Comité de Mujeres del Refugio de Mujeres, que albergaba a niñas solteras embarazadas, trabajadoras sexuales reformadas, esposas abandonadas y víctimas de la violencia. 
En 1876 fue fundadora del Adelaide Children's Hospital y permaneció en la junta directiva el resto de su vida. 
Colton contribuyó activamente a 22 causas en su trabajo público, además de contribuir a la vida de muchas personas a título privado, incluido el Hogar de los Incurables, la Asociación de Ayuda a la Maternidad y la Sociedad de Amigos de los Extraños. En las décadas de 1880 y 1890, como presidenta del Reformatorio Femenino de Adelaida, visitó a las prisioneras y las ayudó a salir.

## Activismo social
En 1870 y en 1872, Colton se unió a las diputaciones que presionaban al gobierno de Australia del Sur para que pusiera fin al cuidado institucional e introdujera el internado para los menores estatales.Tras tener éxito en 1872, Colton trabajó en el comité de la Boarding-out Society, luego en el pionero State Children's Council, que era responsable de los niños cuidados por padres adoptivos con licencia, en reformatorios o en escuelas industriales. En 1883 se convirtió en tesorera y luego presidenta de la nueva división de mujeres de la Social purity movement, Sociedad de Pureza Social, que hizo campaña con éxito para que la edad de consentimiento se elevara a partir de los 12 años

## Asociación Cristiana de Mujeres Jóvenes (YWCA)
Colton trabajó con mujeres jóvenes toda su vida y estaba particularmente preocupada por el bienestar de las niñas sin hogar familiar. En 1884 cofundó un club con un enfoque cristiano para niñas trabajadoras que en diciembre de ese año se convirtió en una rama de la Asociación Cristiana de Mujeres Jóvenes . Colton siguió siendo presidenta de la Young Women´s Christian Association, YWCA, el resto de su vida abriendo locales residenciales en la ciudad y sucursales suburbanas y extendiendo con éxito reuniones religiosas, clubes y clases para complementar el trabajo de las iglesias.

## Liga del sufragio femenino
En mayo de 1892, Colton sucedió a Edward Stirling como presidente de la Liga del Sufragio Femenino de Australia, Women's Suffrage League. Quien la guio a través de todas las dificultades y desalientos, la magnitud de sus esfuerzos por los demás la había hecho ampliamente conocida y respetada y esto indudablemente influyó en algunas opiniones para apoyar la plataforma del sufragio femenino. Colton fue aplaudida calurosamente cuando la liga se reunió para disolverse después de que la legislación del sufragio fuera publicada en marzo de 1895.
Murió en su casa el 30 de julio de 1898 y está enterrada en el cementerio de West Terrace.

## Premios y Reconocimientos
- En 1891 tras el nombramiento de su esposo como caballero, Colton se convirtió en Lady Mary Colton.[4]

- En 1900 en Hindmarsh Square Colton Ward en el Hospital de Mujeres y Niños y Lady Colton Hall en el edificio de la YWCA fueron nombrados en su honor.[1]